# George Johnson (cestista 1947)
George E. Johnson (Harleton, 19 giugno 1947) è un ex cestista statunitense, professionista nella NBA e in Italia.

## Carriera
Venne selezionato dai Baltimore Bullets al primo giro del Draft NBA 1970 (9ª scelta assoluta).